# Synodites masculinus
Synodites masculinus är en stekelart som först beskrevs av Kiss 1929.  Synodites masculinus ingår i släktet Synodites och familjen brokparasitsteklar. Inga underarter finns listade i Catalogue of Life.